# Modibo Saliou
Modibo Saliou est un village du Cameroun situé dans le département du Djérem et la région de l'Adamaoua. Il fait partie de la commune de Tibati.

## Population
Lors du recensement de 2005, le village était habité par 612 personnes, 306 de sexe masculin et 306 de sexe féminin.